# За межами
За межами (англ. Outer Range) — американський телесеріал у жанрі неовестерн і наукова фантастика, прем'єра якого відбулася 15 квітня 2022 року на Amazon Prime Video. Головну роль виконав Джош Бролін.

## Сюжет
Роял Ебботт — власник ранчо з Вайомінгу, який бореться за свою землю і сім'ю, виявляє таємничу чорну порожнечу на пасовищі після прибуття Отум, бродяжки, пов'язаної з ранчо Еббота. Поки родина Ебботтів справляється зі зникненням їхньої невістки Ребекки, вони штовхаються на межу, коли конкурентна сім'я Тіллерсони намагається захопити їхню землю.

## Персонажі
- Джош Бролін як Роял Ебботт, чоловік Сесілії Ебботт і батько Ретта і Перрі
- Імоджен Путс як Осінь, дивна молода жінка, яка прибуває на ранчо Ебботт
- Лілі Тейлор як Сесілія Ебботт, власник ранчо Ебботт і мати Ретта і Перрі
- Том Пелфрі як Перрі Ебботт, старший син Рояла і батько Емі
- Тамара Подемські як заступник шерифа Джой Хоук, відкрита лесбійка, що виконує обов'язки шерифа округу, де розташоване місто Вабанг.[3]
- Льюїс Пуллман як Ретт Ебботт, молодший син Рояла
- Ной Рейд як Біллі Тіллерсон, молодший син сім'ї Тіллерсонів
- Шон Сайпс як Люк Тіллерсон, старший син сім'ї Тіллерсонів
- Вілл Петтон як Вейн Тіллерсон, батько Біллі й Люка і глава сім'ї
- Ізабель Арраїза в ролі Марії Оліварес, касирка банку, якою цікавиться Ретт
- Олів Аберкромбі — Емі Ебботт, 9-річна дочка Перрі
- Дірдрі О'Коннелл як Патріція Тіллерсон, мати Біллі й Люка, а також колишня дружина Вейна
- Крістен Конноллі як Ребекка Ебботт, зникла дружина Перрі

### Другорядні
- Метью Махер як заступник Мат
- МонінСтар Анджелін — Марта Хоук, дружина Джой Хоук.
- Метт Лауріа як Тревор Тіллерсон
- Хенк Роджерсон у ролі Кіркленда Міллера
- Кевін Чемберлін як Карл Клівер

## Виробництво та прем'єра
Шоуранером та виконавчим продюсером проєкту став Браян Уоткінс. Він також написав сценарій на основі власної п'єси. Головну роль здобув Джош Бролін. Прем'єра відбулася у квітні 2022 року на Amazon Prime Video. Проєкт порівнювали із серіалом «Єллоустоун», успіх якого підштовхнув інші телеканали та стрімінгові послуги до запуску вестернів.
У лютому стало відомо, що Джош Бролін підписав контракт на знімання в серіалі, головними продюсерами якого стали сам актор, Браян Уоткінс, Зев Боров, Хізер Рає, Робін Світ, Лоуренс Тріллінг, Емі Сайметц, Тоні Крантц та Бред Пітт до акторського складу приєдналися Ной Рейд, Льюїс Пуллман, Шон Сайпос, Ізабель Арраїса.
Серіал став першою телевізійною роботою Броліна майже за 20 років кар'єри. Фільмування проходили протягом восьми місяців у Санта-Фе, штат Нью-Мексико.
Денні Бенсі та Сондер Юрріанс написали музику до серіалу. Milan Records випустили саундтрек.

### Вихід
Тизер-трейлер серіалу вийшов 9 березня 2022 року, в ньому використовувалася пісня Джус Ньютон «Angel of the morning». Прем'єра перших двох серій відбулася 15 квітня, і наступного тижня виходило по дві нових серії.

## Епізоди
| № серії | Назва серії   | Режисер(и)          | Сценарист(и)                     | Оригінальна дата виходу |
| --- | ------------- | ------------------- | -------------------------------- | ----------------------- |
| 1 | «The Void»    | Алонсо Руїспаласіош | Брайан Уоткінс                   | 15 квітня 2022          |
| До власника ранчо у Вайомінгу Ройалу Ебботту підходить жінка Отем, яка просить дозволу розбити табір на землі Ебботта і отримує згоду. Ройала та його синів Ретта та Перрі зустрічають сини сусідньої родини Тіллерсонів, Тревор, Люк та Біллі, які повідомляють Ройалу, що ділянка землі в 1,2 тис. акрів на їх ранчо насправді належить Тіллерсонам, і кордони мають бути перемальовані, інакше Тіллерсони подадуть на Ебботов до суду. Пізніше Роял знаходить на своїй землі дірку, невідомо звідки з'явилася. Коли Ройал простягає руку в неї, він отримує пророчі видіння, а пізніше, повернувшись додому, виявляє, що заступник шерифа Джой пояснює іншим членам його сім'ї, що влада має намір припинити розслідування зникнення його невістки Ребеки, яка була дружиною Перрі та матір'ю Емі. Пізніше вночі у місцевому барі п'яні Перрі і Тревор б'ються, під час неї Перрі забиває сусіда на смерть. Ретт і Перрі приносять труп Тревора на ранчо Ебботів, і Роял вирішує приховати вбивство заради сім'ї. Кинувши тіло Тревора в яму, Ройал стикається з Отем, яка штовхає його в яму. |               |                     |                                  |                         |
| 2 | «The Land»    | Алонсо Руїспаласіош | Брайан Уоткінс                   | 15 квітня 2022          |
| Сесілія, Ретт та Перрі розповідають свої історії відразу після того, як Ройал раптово повертається додому, прокинувшись у полі. Люк зустрічається з Джой, обіцяючи підтримку Тіллерсонів на майбутніх виборах в обмін на активну участь поліції в пошуках Тревора. Ройал та Перрі зустрічаються з адвокатом сім'ї Ебботів, який підтверджує претензії Тіллерсона на їхню землю і радить Ройалу відмовитися від неї. Натомість Ройал зустрічається з главою сім'ї Тіллерсонів Вейном і пропонує йому меншу ділянку землі в іншій частині ранчо, але Уейн непохитний. Емі зустрічає Отем на природі, і та вказує на дивні символи, розкидані по всьому ранчо і до яких її тягне. Роял вирішує перегнати всю худобу через усі ранчо, щоб уникнути її потрапляння в яму. Тієї ночі Отем зустрічається з Роялом і запитує його про те, що сталося в дірі і як він повернувся звідти. Роял згадує, що прокинувся поруч із діркою і опинився в іншому світі: все ранчо було забудовано нафтовими вежами, його зустріли місцеві жителі та солдати, тамтешня версія Сесілії повідомила йому про його смерть дворічної давності, що їхня земля їм уже не належить і просить його втекти. Після цього Люк відкриває вогонь по Роялу, який повертається і стрибає назад у дірку. |               |                     |                                  |                         |
| 3 | «The Time»    | Дженніфер Гетцінгер | Зев Боров                        | 22 квітня 2022          |
| Джой заарештовує злочинця, який попереджає про інших зниклих безвісти городян. Отем зустрічає Перрі. Під час походу по магазинах Сесілія бачить Ребекку за кермом вантажівки і пізніше відмахується від побаченого, як від мороку. Джой зустрічається з Реттом вночі на родео і заявляє, що кров Ретта виявили на пряжці ременя Тревора. Пізніше, під час святкування свого виступу, Ретта заарештовують за поведінку у нетверезому стані. Під час затримання Джой допитує Ретта, і той зізнається у бійці з Тревором, але заперечує, що там був ще хтось. Роял зустрічається з Отем і заявляє, що подорожував у часі в дірі; він просить їй мовчати про це в обмін на її знання. Водночас Роял, Джой та багато інших жителів Вабанг зауважують, що гора ненадовго зникає. Роялу вдається забрати з офісу шерифа пряжку, яку викидає у дірку. Під час походу Емі виявляє труп Тревора у пустелі, і Роял повідомляє про це Джой. |               |                     |                                  |                         |
| 4 | «The Loss»    | Дженніфер Гетцінгер | Брайан Уоткінс & Люсі Тербер     | 22 квітня 2022          |
| Дев'ять місяців тому робітники на ранчо Тіллерсона виявляють дивний камінь біля західного пасовища Ебботтів, що поклало початок одержимості, стикаючись з подібним у дитинстві Уейна придбанням землі. У цей час Джой і поліція Вабанг разом з Роялом вирушають до трупа Тревора, Джой допитує Емі у присутності Рояла, Сесілії та Перрі. Показання дівчинки виправдовують усіх, крім Ретта. Заступник шерифа намагається зустріти і допитати Ретта, до інформування рідним про виявлення трупа, але його несподівано прикриває касир банку марія. Роял зустрічається з підкупленим Тіллерсонами окружним засідателем Карлом, у відповідь на погрози той лише просуває майбутнє слухання ближче. Джой допитує Марію, а потім Ретта і Перрі окремо, і їх алібі починає валитись, перш ніж їх рятує Роял. Колишня дружина Вейна Патриція прибуває в місто і швидко бере на себе керування домом. Джой і Патриція підозрюють винними у вбивстві Ретта і Перрі, але звіт про розтин Тревора вказує, що тіло померло за десять годин до виявлення, попри те, що бійка в барі та зникнення сталися вісім днів тому. На похороні Патриція відкриває труну і помітивши, що Перрі не може дивитися на тіло, починає вважати його вбивцею Тревора. Пізніше Роял грає проти Отем у покер і ставить своє західне пасовища проти її намиста, заради перемоги йдучи на шахрайство. Вночі Уейн помічає знак від каменю та виїжджає на західне пасовище, де знаходить дірку. Потім Уейн і Роял вступають у бійку, Уейн позбавляє його свідомості каменем, після чого їде. |               |                     |                                  |                         |
| 5 | «The Soil»    | Емі Сайметц         | Домінік Орландо & Наледі Джексон | 29 квітня 2022          |
| 6 | «The Family»  | Емі Сайметц         | Домінік Орландо & Люсі Тербер    | 29 квітня 2022          |
| 7 | «The Unknown» | Лоуренс Тріллінг    | Зев Боров & Брайан Уоткінс       | 6 травня 2022           |
| Перрі потрапляє до в'язниці, а Джой розпитує його про смерть Тревора. Роял і Сеселія виручають його з в'язниці, передаючи ранчо як заставу до суду. Роял відвозить Перрі додому і розповідає йому, чому він втік з дому, коли був хлопчиком: вони з батьком полювали, і він випадково застрелив свого батька. Злякавшись, він втік і виявив ту саму діру, яка зараз є на ранчо Ебботтів. Це сталося в 1886 році. Він стрибнув у яму, і коли він вийшов, то був 1968 рік, і він був на тому самому ранчо Ебботтів. Сім'я Ебботтів прийняла його і виховала як свого власного члена сім'ї. Роял відводить Перрі до ями, і Перрі, збентежений поточною ситуацією, стрибає, і нора зникає. |               |                     |                                  |                         |
| 8 | «The West»    | Лоуренс Тріллінг    | Брайан Уоткінс                   | 6 травня 2022           |

## Критика
На вебсайті агрегатора оглядів Rotten Tomatoes 80 % з 50 відгуків критиків позитивні, середня оцінка 6,8/10. Консенсус вебсайту гласить: «Велика кількість підсюжетів Outer Range загрожує потрапити в червоточину тяжкості, але принаймні цей науково-фантастичний вестерн не є простим».. Metacritic, який використовує середньозважене значення, присвоїв оцінку 60 зі 100 на основі 23 критиків, що вказує на «змішані або середні відгуки». Оглядач The Guardian Бенджамін Лі оцінив серіал у 2 зірки з 5.